# 张韶华
张韶华（1968年12月—），男，汉族，山东梁山县人，中华人民共和国政治人物。现任山西省人民政府党组成员、副省长，省公安厅党委书记、厅长，督察长（兼），省委政法委副书记（兼）。

## 生平
张韶华早年在聊城师范学院汉语言文学专业学习，毕业后任职于家乡山东省，曾担任安丘市委副书记、市长，中共潍坊市潍城区党委书记等职。
2012年10月至2019年5月，先后任中央政法委综治四室副主任、综治秘书室副主任（主持工作）、政治安全局副局长。
2019年5月，任中央政法委政治安全局局长。
2024年3月，空降山西省，并出任山西省公安厅厅长。11月，兼任山西省人民政府党组成员。同月22日，任山西省人民政府副省长，晋升副省级。